# Gunbai

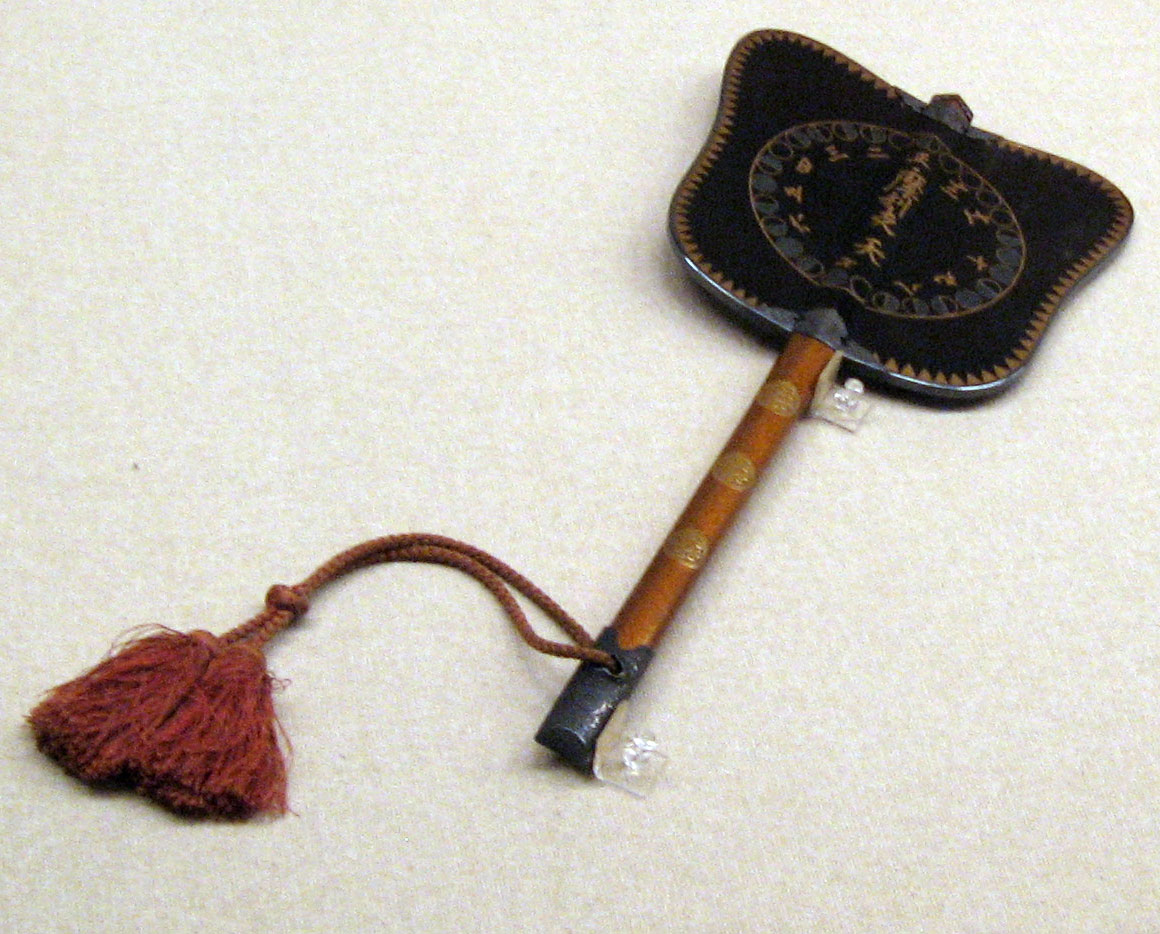
Un Gunbai

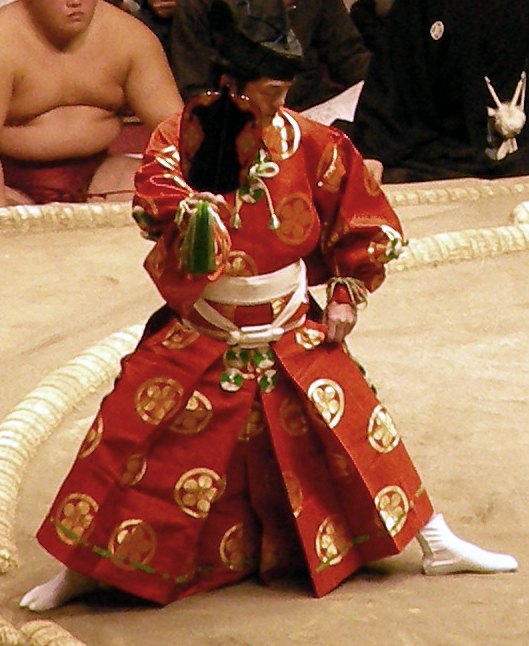
Un gyoji de sumo empunyant un gunbai

El gunbai (軍配, abreviatura de 軍配団扇 gunbai uchiwa) és un tipus de ventall de guerra japonès.

## Descripció
Els gunbai van ser utilitzats pels oficials samurais al Japó per comunicar ordres a les seves tropes, eren sòlids, no plegables, i en general fets de fusta revestida amb metall o metall sòlid.
És també un accessori de clau d'un gyōji del sumo professional. Un dels seus usos es troba al final d'un combat, quan el gyoji assenyala amb el gunbai al lluitador per jutjar al vencedor. Reflectint això, la decisió mateixa del gyoji és sovint referida informalment com un "gunbai". Si això es posa en dubte els shimpan (àrbitres) celebren una consulta, una reunió per defensar la decisió del gyōji, anunciada com gunbai-dori (軍配通り), literalment "d'acord amb el gunbai", mentre que si la decisió de donar-li volta és gunbai sashichigae (軍配差し違え), literalment "gunbai perdut".